# 94Y busz (Budapest)
A budapesti 94Y jelzésű autóbusz a Kispest, Hullay Jenő utca és Gyál, MÁV-állomás között közlekedett. A viszonylatot a Budapesti Közlekedési Vállalat üzemeltette.

## Története
1966-ban 94Y jelzéssel új járat indult a Hullay Jenő utcától (ma Nádasdy utca) Gyál, MÁV-állomásig, mely 1973-ban meg is szűnt.

## Útvonala
| Gyál, MÁV-állomás felé | Kispest, Hullay Jenő utca felé |
| --- | --- |
| Kispest, Hullay Jenő utca vá. – Vörös október utca – Nagykőrösi út – Vörös Hadsereg útja – Gyál, Nagykőrösi utca – Gyál, MÁV-állomás vá. | Gyál, MÁV-állomás vá. – Nagykőrösi utca – Budapest, Vörös Hadsereg útja – Nagykőrösi út – Vörös október utca – Kispest, Hullay Jenő utca vá. |

## Megállóhelyei
| 0                                  | Kispest, Hullay Jenő utca végállomás  | 24 | 54, 54A, 54B, 54Y, 68, 68A             |
| 2                                  | Kéreg utca (↓) Vörös Október utca (↑) | 22 | 54, 54A, 154 51, 51A                   |
| 3                                  | Alvinc utca (↓) Garázs utca (↑)       | 21 | 54, 54A                                |
| 4                                  | Kilián Autóbusz Üzemegység            | 20 | 54, 54A                                |
| 5                                  | Beszterce utca                        | ∫  | 54, 54A                                |
| 6                                  | Szentlőrinci út (↓) Méta utca (↑)     | 18 | 54, 54A, 154                           |
| 7                                  | TEFU Garázs                           | 17 | 54, 54A                                |
| 9                                  | Hunyadi János utca                    | 15 | 54, 54A, 154 51 Pestimre felső         |
| 10                                 | Bethlen Gábor utca                    | 14 | 54, 54A, 154 51                        |
| 12                                 | Eke utca                              | 12 | 54, 54A, 154 51                        |
| 13                                 | Pestimre, Dózsa György utca           | 11 | 54, 54A, 94, 154, 154E 40, 51 Pestimre |
| 15                                 | Csolt utca                            | 9  | 94                                     |
| 17                                 | Ár utca (↓) Paula utca (↑)            | 7  | 94                                     |
| 18                                 | Temető                                | 6  | 94                                     |
| Budapest–Gyál közigazgatási határa |                                       |    |                                        |
| 20                                 | Gyál felső, MÁV-állomás               | 4  | 94 Gyál felső                          |
| 21                                 | Ady Endre utca                        | 3  | 94                                     |
| 22                                 | Somogyi Béla utca                     | 2  | 94                                     |
| 23                                 | Bocskai István utca                   | 1  | 94                                     |
| 24                                 | Gyál, MÁV-állomás végállomás          | 0  | Gyál                                   |